# Laurent Grimmonprez
Laurent Georges Grimmonprez (ur. 14 grudnia 1902 w Gentbrugge, zm. 22 maja 1984) – belgijski piłkarz, który występował na pozycji napastnika, reprezentant Belgii.

## Kariera klubowa
Grimmonprez całą swoją karierę piłkarską spędził w KRC Gent. W seniorskiej piłce debiutował w sezonie 1920/21. W kolejnych sezonach cechował się bardzo dużą skutecznością pod bramką rywali, czego efektem jest zdobycie tytułu króla strzelców Eerste klasse w sezonie 1925/26 (28 bramek).
Największym sukcesem osiągniętym wraz z KRC było mistrzostwo Eerste afdeeling w sezonie 1930/31. Łącznie przez 23 lata gry w KRC (z przerwą w latach 1939-1941 spowodowaną wybuchem II wojny światowej) zagrał w 447 spotkaniach, w których strzelił 280 bramek. Karierę piłkarską zakończył w 1943.
| Sezon   | Klub     | Kraj   | Rozgrywki     | Mecze | Bramki |
| ------- | -------- | ------ | ------------- | ----- | ------ |
| 1920/21 | KRC Gent | Belgia | Eerste klasse | 1     | 0      |
| 1921/22 | KRC Gent | Belgia | Eerste klasse | 26    | 3      |
| 1922/23 | KRC Gent | Belgia | Tweede klasse | 24    | 30     |
| 1923/24 | KRC Gent | Belgia | Eerste klasse | 21    | 14     |
| 1924/25 | KRC Gent | Belgia | Eerste klasse | 21    | 10     |
| 1925/26 | KRC Gent | Belgia | Eerste klasse | 25    | 28     |
| 1926/27 | KRC Gent | Belgia | Eerste klasse | 24    | 20     |
| 1927/28 | KRC Gent | Belgia | Eerste klasse | 24    | 7      |
| 1928/29 | KRC Gent | Belgia | Eerste klasse | 25    | 11     |
| 1929/30 | KRC Gent | Belgia | Eerste klasse | 25    | 6      |
| 1930/31 | KRC Gent | Belgia | Tweede klasse | 26    | 25     |
| 1931/32 | KRC Gent | Belgia | Eerste klasse | 26    | 13     |
| 1932/33 | KRC Gent | Belgia | Eerste klasse | 10    | 9      |
| 1933/34 | KRC Gent | Belgia | Eerste klasse | 25    | 17     |
| 1934/35 | KRC Gent | Belgia | Eerste klasse | 12    | 3      |
| 1935/36 | KRC Gent | Belgia | Tweede klasse | 25    | 17     |
| 1936/37 | KRC Gent | Belgia | Tweede klasse | 22    | 13     |
| 1937/38 | KRC Gent | Belgia | Tweede klasse | 19    | 11     |
| 1938/39 | KRC Gent | Belgia | Bevordering   | 26    | 28     |
| 1939/40 | KRC Gent | Belgia |               |       |        |
| 1940/41 | KRC Gent | Belgia |               |       |        |
| 1941/42 | KRC Gent | Belgia | Bevordering   | 14    | 5      |
| 1942/43 | KRC Gent | Belgia | Bevordering   | 26    | 10     |

## Kariera reprezentacyjna
Grimmonprez po raz pierwszy dla reprezentacji Belgii zagrał 23 marca 1924 w meczu przeciwko Holandii, zremisowanym 1:1. W tym samym roku był uczestnikiem Igrzysk Olimpijskich, na których Belgia odpadła, przegrywając 1:8 z reprezentacją Szwecji.
Dziesięć lat później został powołany na Mistrzostwa Świata 1934. Podczas turnieju wystąpił w spotkaniu z reprezentacją Niemiec, przegranym 2:5. Był to jego ostatni mecz w reprezentacji Belgii, dla której w latach 1924–1934 zagrał w 10 spotkaniach i strzelił jedną bramkę.
| Mecze i gole w reprezentacji | Mecze i gole w reprezentacji | Mecze i gole w reprezentacji | Mecze i gole w reprezentacji | Mecze i gole w reprezentacji | Mecze i gole w reprezentacji | Mecze i gole w reprezentacji |
| #                            | Data                         | Miasto                       | Przeciwnik                   | Gol                          | Wynik                        | Rozgrywki                    |
| ---------------------------- | ---------------------------- | ---------------------------- | ---------------------------- | ---------------------------- | ---------------------------- | ---------------------------- |
| 1.                           | 23.03.1924                   | Amsterdam                    | Holandia                     |                              | 1:1                          | towarzyski                   |
| 2.                           | 27.04.1924                   | Antwerpia                    | Holandia                     |                              | 1:1                          | towarzyski                   |
| 3.                           | 08.12.1924                   | West Bromwich                | Anglia                       |                              | 0:4                          | towarzyski                   |
| 4.                           | 03.05.1925                   | Amsterdam                    | Holandia                     |                              | 0:5                          | towarzyski                   |
| 5.                           | 21.05.1925                   | Budapeszt                    | Węgry                        |                              | 3:1                          | towarzyski                   |
| 6.                           | 24.05.1925                   | Lozanna                      | Szwajcaria                   |                              | 0:0                          | towarzyski                   |
| 7.                           | 14.02.1926                   | Bruksela                     | Węgry                        |                              | 0:2                          | towarzyski                   |
| 8.                           | 17.04.1932                   | Amsterdam                    | Holandia                     |                              | 1:2                          | towarzyski                   |
| 9.                           | 29.04.1934                   | Antwerpia                    | Holandia                     | Gol                          | 2:4                          | El. MŚ 1934                  |
| 10.                          | 27.05.1934                   | Florencja                    | III Rzesza                   |                              | 2:5                          | MŚ 1934                      |

## Sukcesy
KRC Gent
- Król strzelców Eerste klasse (1): 1925/26 (28 bramek)
- Mistrzostwo Eerste afdeeling (1): 1930/31